# Sankt-Thomas-Kirche (Filefjell)

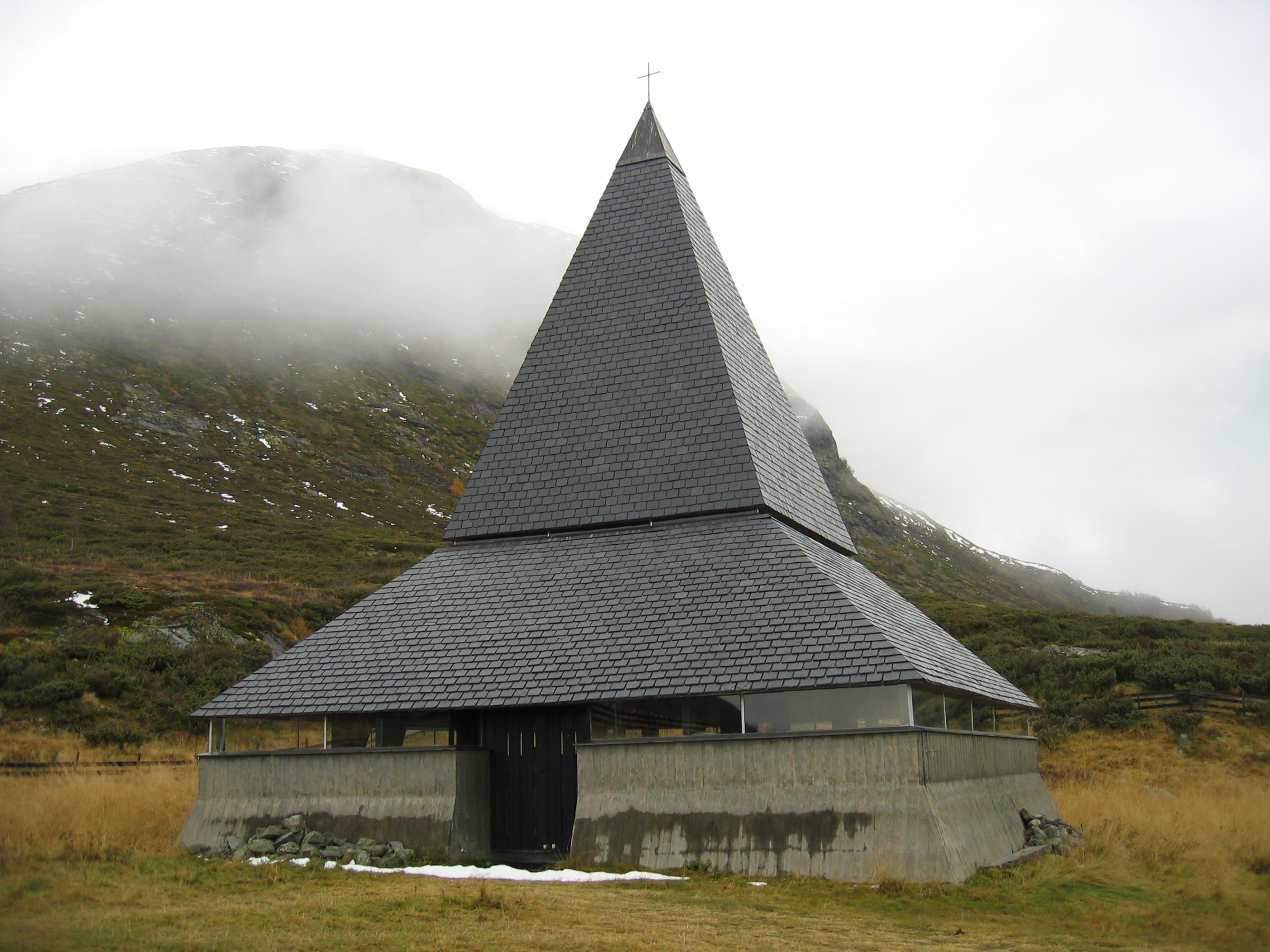
Sankt-Thomas-Kirche (Filefjell)

Die 1971 erbaute evangelisch-lutherische Sankt-Thomas-Kirche auf dem Filefjell in der Gemeinde Vang in Norwegen liegt an der E16. Das Bauwerk aus Beton und Holz zählt 150 Sitzplätze. Der Vorgängerbau war bekannt für sein Glockengeläut.

## Geschichte
An Stelle der Kirche stand ursprünglich eine kleine, 1162 erbaute und Thomas Becket, Erzbischof von Canterbury, gewidmete Stabkirche. Zwischen 1173 und 1180 planten Erzbischof Øystein Erlendsson und König Magnus bereits eine neue Sankt-Thomas-Kirche. Die Kirche wurde nur bis zur Zeit des Schwarzen Todes benutzt. Während der Volkszählung im 16. Jahrhundert wurde die Kirche auf Initiative des Gemeindepfarrers T. A. Bahr um 1615 wieder instand gesetzt, als im ganzen Land viele lange Zeit ungenutzte Kirchen wieder in Dienst genommen wurden.
Einer Sage aus dem Buch Sagn i Valdres von Jahn Børe Jahnsen zufolge strömten große Menschenmassen aus dem ganzen Land zur Kirche, die ein vielbesuchtes Pilgerziel war. Der Lärm während der Messe sei daher dermaßen angewachsen, dass der zuständige Priester von der Kirchenleitung verlangt habe, die Kirche abzureißen. Trotz Protesten der Priester von Vang wurde die Sankt-Thomas-Kirche 1808 abgerissen. Der Abriss habe dazu geführt, dass die Geister der Toten diejenigen verfolgten, die ihnen zu Lebzeiten geschadet hätten.

## Wiederaufbau
Die nun auf verschiedene Kirchen in Valdres verteilten Glocken klangen der Überlieferung nach nicht mit den anderen Glocken zusammen, weshalb man eine Wiedererrichtung der Sankt-Thomas-Kirche geplant habe, um das alte Geläut wieder zusammenzuführen.
Alte Musiker von Valdres spielten verschiedene „Glockenmelodien“ (klokkeslåtter) auf dem Langeleik und der Hardangerfiedel und erinnerten so daran, wie das Geläut der alten Sankt-Thomas-Kirche einmal geklungen hätte.
Der Dichter und Kulturvorkämpfer Anders Underdal (1880–1973) startete vor dem Zweiten Weltkrieg eine Kampagne für einen Neubau der Sankt-Thomas-Kirche. Bereits als kleines Kind hatte er die Sagen um die Kirche vernommen, darunter die vom berühmten Kirchengeläut. Auf Vortragsreisen warb Underdal für den Wiederaufbau der Kirche und sammelte Geld. Dabei trug er das selbst komponierte Lied „Klokkune klang over Filefjell“ („Die Glocken klangen über Filefjell“) vor. Die Nasjonal Samling nahm den Neubau in ihr Parteiprogramm auf. Underdal ließ sich von Quislings Propagandaminister einspannen und trat der NS bei, um an diesem Projekt weiter zu arbeiten. Nach dem Krieg verlor er wegen seiner NS-Mitgliedschaft viel an Glaubwürdigkeit. Schließlich wurde der Wiederaufbau von anderer Seite betrieben, die 1971 fertiggestellt wurde. Underdal war bei der Einweihung nicht anwesend.